# Courtney Act
Courtney Act   (Brisbane, 18 de febrer de 1982), nascut Shane Gilberto Jenek, és una drag queen australiana, cantant de pop, animadora i personalitat de televisió. Jenek va destacar per primera vegada, com Courtney Act, competint a la primera temporada d'Australian Idol el 2003. Després de l'espectacle, va signar amb BMG Austràlia (ara Sony Music Australia) i va llançar el seu primer senzill, Rub Me Wrong, que va aconseguir el lloc número 29 en la llista de singles d'ÀRIA. El 2003, mentre feia una audició per a Australian Idol, també es va convertir en el primer concursant LGBT a aparèixer obertament en un reality show de talents de televisió.
El 2014, Courtney va ser un dels subcampions de la sisena temporada de RuPaul's Drag Race. El 2014, Courtney va tornar a gravar música i va llançar l'obra de teatre ampliada Kaleidoscope (2015), que incloïa la cançó del títol que va ser la cançó oficial del Sydney Gay and Lesbian Mardi Gras del 2016. Courtney va començar a actuar al grup de drag girls, The AAA Girls, va llançar diversos senzills i es va embarcar a la gira nord-americana Access All Areas (2015). El gener de 2018, Courtney va aparèixer a la temporada 21 de Celebrity Big Brother UK i finalment va guanyar la sèrie amb el 49,43% del vot públic final. Va començar a dedicar-se a una carrera d'amfitriona, presentant La Bi Life, el primer reality show de cites bisexuals del Regne Unit, a E! i el seu propi especial de televisió, The Courtney Act Show. Courtney va llançar Fight for Love a finals del 2018 per a la final d'Eurovisió - Australia Decides; va acabar en quarta posició. El 2019, Courtney va competir i va ser subcampiona a la temporada 16 de la versió australiana de Dancing with the Stars, on va ser emparellada amb Joshua Keefe. Això va fer que Courtney i Keefe fossin la primera parella del mateix sexe de la història de la versió australiana, així com la segona parella del mateix sexe en qualsevol versió del programa. Courtney/Jenek utilitza el pronom ella quan es refereix a Courtney i ell quan es refereix a Jenek. El 2022, es va anunciar que Act seria jutge de la sèrie de competició de reality d'ITV,Queens for the Night.

## Biografia
Jenek va néixer a Brisbane, Austràlia, i es va traslladar a Sydney als 18 anys Filla de Gill i Annette Jenek, té una germana gran anomenada Kim. La seva mare és d'origen danès i el seu pare és d'origen alemany. En créixer, Jenek sempre es disfressava, cantava i ballava. El 1987, va participar en un concurs, Tiny Tots, que era un espectacle benèfic per a nens. Ben jove, Jenek va començar a assistir a The Fame Talent School on es va fer amic íntim de les bessones Lisa Origliasso i Jessica Origliasso, que més tard es convertirien en The Veronicas. El grup actuaria junts durant dotze anys. Jenek va trobar l'escola difícil a causa de l'assetjament per la seva sexualitat. Tot i això, Jenek va rebre notes altes a l'escola i estava a punt d'estudiar medicina per convertir-se en metge en lloc d'animador. Va anar per primera vegada al Stonewall Club a mitjans dels anys 90 i Jenek afirma que va ser l'inici de la seva "gran vida queer". Originalment, tenia la intenció de prendre el nom de Ginger Le'Bon i ser un "cantant d'una discoteca amb veu fumada i pel-roja". En comptes d'això, va agafar el nom artístic de Courtney Act, un joc de paraules amb la frase caught in the act (atrapada en l'acte) tal com es pronuncia amb un accent no ròtic com l'anglès australià. Quan va créixer, Jenek no es podia identificar amb res del que es mostrava als mitjans.

## Carrera
El 2003, Courtney va fer una audició per a la temporada inaugural d'Australian Idol. Va aparèixer per primera vegada com a Jenek, però els jutges, Ian Dickson, Marcia Hines i Mark Holden, van dir a Jenek que la seva veu «no estava a l'altura». L'endemà, Jenek va tornar a l'audició, però com a Courtney Act. Hines va dir que Courtney era «gran». El desembre de 2013, Logo va anunciar que Courtney Act estava entre les 14 drag queens que competirien en la sisena temporada de RuPaul's Drag Race. Es va col·locar com a finalista al costat d'Adore Delano. Dickson va dir: «Heu afegit una altra dimensió i aquesta vegada ens heu deixat bocabadats.» Courtney va continuar la competició i va arribar a la final en directe. En la primera votació televisiva Courtney no va avançar; tanmateix, els jutges la van portar de nou com a comodí. Durant el seu temps al programa va interpretar cançons com: I Am Woman d'Helen Reddy, You Don't Own Me de Lesley Gore i You Shook Me All Night Long d'AC/DC. Courtney va acabar en el tretzè lloc del programa, però es va mantenir molt popular a tota Austràlia. Aleshores, Jenek va ser el primer i l'únic concursant LGBT que va aparèixer obertament en un programa de talent de reality.
El juliol de 2014, Courtney Act es va convertir en la primera intèrpret drag en la història a cantar en viu amb l'Orquestra Simfònica de San Francisco. Jenek va aparèixer com a artista convidat amb Cheyenne Jackson en Hello, Gorgeous! Cheyenne Jackson Goes to the Movies. Tots dos van cantar un dueto Elephant Love Song de la pel·lícula de 2001 de Baz Luhrmann Moulin Rouge!
El setembre de 2014, Courtney Act, juntament amb Willam Belli i Alaska Thunderfuck 5000, van ser les primeres drag queens a convertir-se en noies publicitàries d'American Apparel. Va treballar per a la campanya Support Artists, Support Ethical Manufacturing de la marca de moda, amb tres samarretes exclusives.
Janek, qui també es va presentar com Courtney Act, va competir en la temporada 21 de l'edició britànica de Celebrity Big Brother, que finalment va guanyar.
Jenek també va presentar el reality de cites The Bi Life, on va aparèixer com Courtney i Shane, i que es va estrenar a Irlanda i el Regne Unit el 25 d'octubre de 2018 a E!. Jenek també presenta el talk show nocturn The Courtney Act Show en Channel 4.
Jenek va competir amb la cançó Fight for Love a Eurovisió - Austràlia decideix - Gold Coast 2019 el febrer de 2019 per a representar a Austràlia en el Festival d'Eurovisió, però no va tenir èxit, perdent davant Kate Miller-Heidke, amb la cançó Zero Gravity.
El 2019, Act va competir en la temporada 16 de la versió australiana de Dancing with the Stars, amb Joshua Keefe, on van obtenir el segon lloc. Act és el primer artista drag en la història de la franquícia Dancing with the Stars, però no el primer en actuar en una parella del mateix sexe – el dissenyador de moda Giovanni Ciacci i el ballarí professional Raimondo Todaro van arribar a la gran final en la sèrie 2018 de Ballando con le Stelle, la contrapart italiana del programa. Keefe estava visiblement sorprès quan Janek va arribar per a la seva primera trobada, abans d'adonar-se que ell era l'alter ego d'Act. Jenek i Keefe van ballar com a parelles del mateix sexe en els darrere de cambra per a la presentació de cada setmana i també va expressar el seu desig d'actuar com Jenek, segons Gai Star News. Act i Keefe van encapçalar la taula de líders amb la seva actuació en el primer episodi.

## Vida personal
Jenek és vegà, i s'identifica com pansexual, fluid de gènere i poliamoròs. Des del 2018, viu a Londres, havent viscut anteriorment a Sidney i Los Angeles.